# 超級製作人
《超級製作人》（英語：30 Rock）是由蒂娜·費所創的美國情景喜劇，其试播集于2006年10月10日通过CTV電視網在加拿大首播，再于次日通过全国广播公司在美国播出。劇情講述一個虛構的綜藝節目《與崔西·喬丹的女子秀》（TGS with Tracy Jordan）製作團隊、成員及幕後的種種趣事，而劇中大部分故事是來自蒂娜·費在擔任NBC綜藝節目《週六夜現場》總編劇時的工作經驗。
此劇集有相當多有關NBC內部文化的故事及笑話，如劇集英文原名其實是NBC製片場所在地——GE大樓之實址30 Rockefeller Plaza的簡寫。本劇在推出後即獲得高度的輿論評價，並陸續贏得艾美獎、金球獎等眾多獎項。雖然劇集在評價及收視上呈現叫好不叫座的情況，只有約五百至七百萬人收看，卻奇蹟地逃離被腰斬的命運，並跟NBC簽下續約，目前该剧的全部7季均已经播放完毕。

## 獎項

### 金球獎
- 第64屆金球獎
  - 最佳音樂或喜劇類電視劇男主角：亞歷·鮑德溫
- 第65屆金球獎
  - 提名—最佳音樂或喜劇類電視劇
  - 提名—最佳音樂或喜劇類電視劇男主角：亞歷·鮑德溫
  - 最佳音樂或喜劇類電視劇女主角：蒂娜·費
- 第66屆金球獎
  - 最佳音樂或喜劇類電視劇
  - 最佳音樂或喜劇類電視劇男主角：亞歷·鮑德溫
  - 最佳音樂或喜劇類電視劇女主角：蒂娜·費
- 第67屆金球獎
  - 提名—最佳音樂或喜劇類電視劇
  - 最佳音樂或喜劇類電視劇男主角：亞歷·鮑德溫
  - 提名—最佳音樂或喜劇類電視劇女主角：蒂娜·費
- 第68屆金球獎
  - 提名—最佳音樂或喜劇類電視劇
  - 提名—最佳音樂或喜劇類電視劇男主角：亞歷·鮑德溫
  - 提名—最佳音樂或喜劇類電視劇女主角：蒂娜·費
- 第69屆金球獎
  - 提名—最佳音樂或喜劇類電視劇男主角：亞歷·鮑德溫
  - 提名—最佳音樂或喜劇類電視劇女主角：蒂娜·費
- 第70屆金球獎
  - 提名—最佳音樂或喜劇類電視劇男主角：亞歷·鮑德溫
  - 提名—最佳音樂或喜劇類電視劇女主角：蒂娜·費

## 外部連結
- 官方网站
- 互联网电影数据库（IMDb）上《超級製作人》的资料（英文）